# 浴室暖房
浴室暖房（よくしつだんぼう）とは寒い浴室を快適に使うための暖房であり、各家庭に内湯のなかった時代には特別に設置をする必要のなかった設備である。

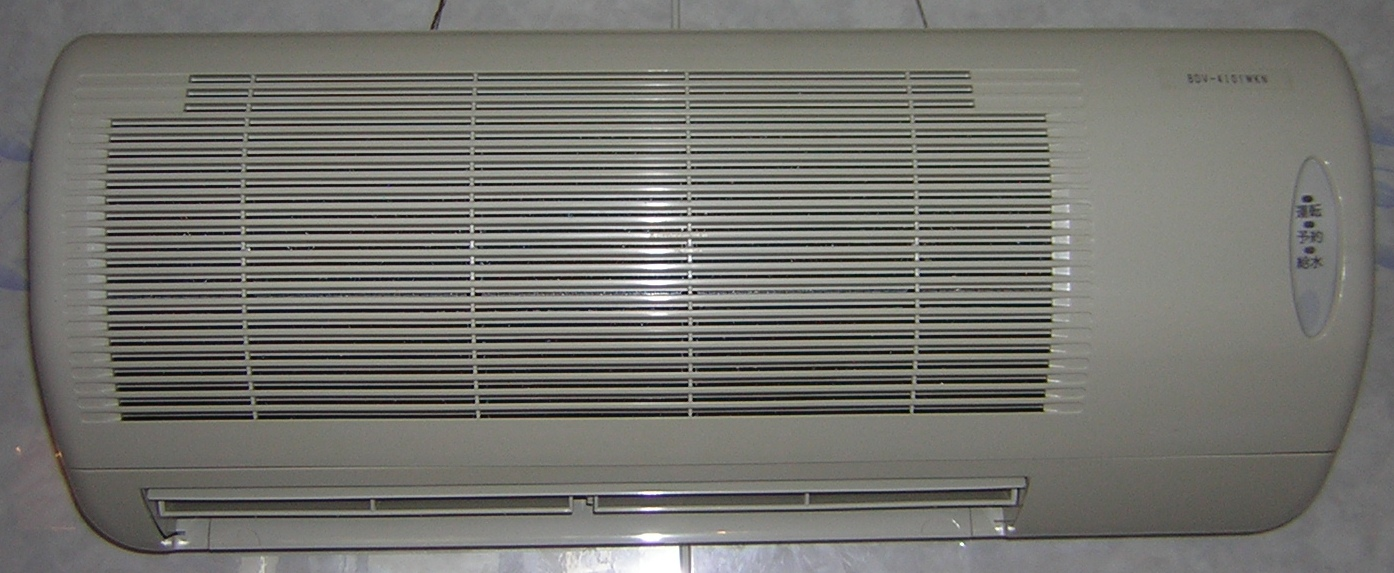
ガス式の浴室暖房乾燥機の例

## 概要
第二次大戦後、都市部で各家庭に内湯が普及してくると、セントラルヒーティングが普及している西洋家屋と比較して、密閉度が低く、部分暖房が主体の日本家屋で、特に台所や便所と同じく建物の北側に配置されることの多かった浴室は家の中でも最も寒い場所のひとつとなった。この頃は自宅に浴室があるということだけでもステータスであり、毎日入浴することもなく、浴室の寒さに対する問題は重要視されていなかった。しかし浴槽内で体も洗う欧米人の入浴方法と比べて、日本人は浴槽に浸かり、洗い場に出て体を洗うという習慣があり、その結果、洗い場が寒いことが問題となりやすい環境にあった。冬季の浴室でのヒートショック対策に効果的である。

## 浴室暖房の方式と長所・短所

### 床暖房
色々な方法で床自体を加温することにより浴室を暖める暖房方法。電気を熱源とする電気式。外部で温めた温水を床下で循環させる温水式。高温の空気を床下で循環させる温風式などがある。
長所
- 温水式の場合はランニングコストが安い。
- 温風吹出し口が無いので埃もたたず音が静か。室内の空気を攪拌しないので空気を媒介とするウイルスなどが広がりにくい。
- 表面材をタイルなどのセラミックスとすることで、遠赤外線によって体を芯から温めることができ、快適な暖房効果が得られる。
- 床が暖かくなっても、天井が熱せられないため、頭寒足熱効果が得られる。

短所
- 初期コストが高い。
- 長時間にわたり床に接していると低温やけどの危険がある。
- 電気式の場合、電磁波が発生するものがある。
- 床材は熱伝導率の低い木材が使用されることが多く、適温になるまでに時間がかかる。

### 温風暖房
電気や温水を熱源とし、温風を吹き込むことにより浴室内を暖める暖房方法。換気暖房乾燥機として設置されることが多い。
長所
- 短時間で浴室内の温度を上げることが出来る。
- 後付も可能で、初期コストが比較的安い。
- 換気と合わせて利用することで乾燥機としても利用可能。

短所
- ランニングコストが高くなる。
- 頭部が熱せられるのでのぼせることがある。
- 広範囲を暖めるのには向かない。
- 風が当たると寒く感じるので入浴前に暖めておく必要がある。

### スポット暖房
ハロゲンヒーター、カーボンヒーター、セラミックヒーターなどによる遠赤外線を利用した部分対応の暖房方法。
長所
- 短時間で狙った場所を暖めることができる。
- 値段が安い。
- 設置が容易である。

短所
- 空気を暖めるわけではないので広い場所での利用には向かない。
- 電気代が非常に高い。
- 近くにいないと暖かさを感じない。

### 輻射熱による暖房
オイルヒーターによる対流や輻射熱によって部屋を暖める暖房方法。
長所
- ゆっくりと温度が上昇する自然な暖かさ。
- 部屋の空気を汚さない。
- 基本的にメンテナンスの必要がない。

短所
- 暖かくなるのに時間がかかる。
- ランニングコストがとても高い。
- 密閉度の低い日本の家屋に不向き。
- 廃棄が困難。

## 今後の展望
ヒートショック現象による死亡事故の多発が周知されたり、冬でも湯船でお湯につからずシャワーだけで済ますなど、事故やライフスタイルの変化により浴室暖房の必要性が高まっている。今後も予算やランニングコスト、利用スペースや利用方法、エコロジーに配慮するなど様々な床暖房が登場してくるだろう。